# Polystichum polyblepharum
Polystichum polyblepharum är en träjonväxtart som först beskrevs av Johann Jakob Roemer och Gustav Kunze och som fick sitt nu gällande namn av Karel Presl.
Polystichum polyblepharum ingår i släktet Polystichum och familjen Dryopteridaceae. Inga underarter finns listade i Catalogue of Life.

## Bildgalleri

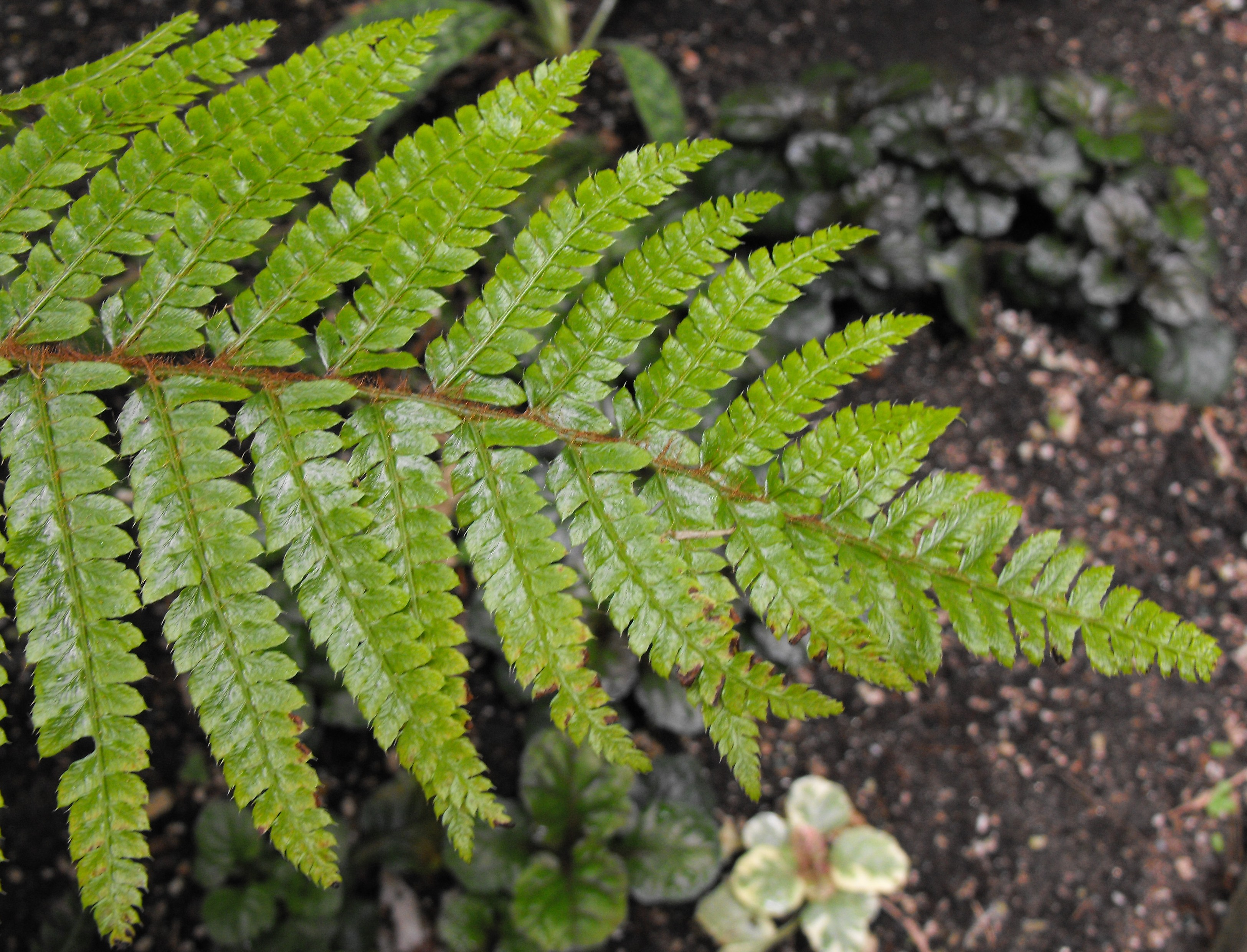